# Natalia Alexandrovna Sakarine
Natalia Alexandrovna Zakarine plus connue sous son nom d'épouse Nathalie Alexandrovna Herzen, née le 22 octobre 1817 à Moscou et morte le 2 mai 1852 à Nice est une épistolière et écrivaine russe.
Elle est la cousine et l'épouse d'Alexandre Ivanovitch Herzen depuis 1838. Elle est l'une des protagonistes principales des mémoires de Herzen intituléés Passé et Pensées. Elle laisse un important héritage épistolaire, un journal intime et le plan d'une autobiographie.

## Biographie

### Origine

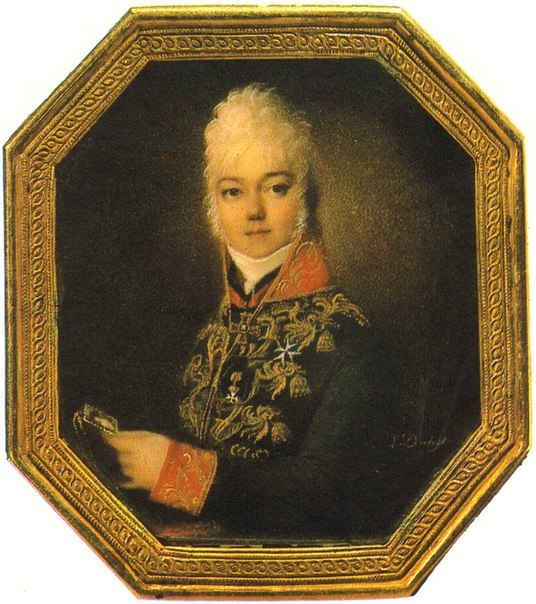
A. A. Yakovlev - père de N. A. Zakarine.

Natalia Alexandrovna Sakarine est la fille illégitime du procureur en chef du Saint-Synode, Alexandre Alekseevich Yakovlev. Son registre d'état civil contient l'inscription suivante : « Le 22 octobre 1817, dans la maison du général Alexandre Alekseevich Yakovlev, Natalia, fille d'Alexandrov Zakarine, est née d'une femme étranger en visite, Ksenia, et a été baptisée le 24 octobre ». Elle reçoit le nom de famille « Zakarine » en mémoire de ses ancêtres communs les Yakovlev (ru) et les Romanov. Dans la même maison du 25 boulevard Tverskoï (connue sous le nom de Maison Herzen et présentée dans le roman de Mikhaïl Boulgakov « Le Maître et Marguerite » sous le nom de Maison Griboïedov (ru)), le cousin de Zakarina, Alexandre Herzen, est né cinq ans plus tôt.

### Enfance et formation
Selon Ekaterina Nekrasova, biographe des Herzen, le procureur général a plusieurs enfants nés hors mariage et il « les garde tous avec lui, assurant à chacun une éducation ». Natalia a sept ans lorsque son père biologique meurt. La petite fille est alors hébergée par la sœur de ce dernier, la princesse Maria Alekseïevna Khovanskaïa. La princesse a alors soixante-dix ans, et est d'humeur « décalée, capricieuse, égoïste » ; elle confie la gestion de sa maison à sa compagne Maria Makachina. Évoquant son adolescence et sa jeunesse passées dans la maison de Kovanskaïa, Zakarine écrit :
« « Il m'a semblé que j'avais commis une erreur dans cette vie et que je rentrerais bientôt chez moi - mais où était ma maison ?.. L'envie de sortir dans un autre monde devenait de plus en plus grand, et en même temps, le mépris pour ma prison et ses cruelles sentinelles grandissait » ».
Natalia rencontre son cousin Alexandre Herzen (son père est le frère d'Alexandre Iakovlev) dans sa petite enfance, mais leurs échanges restent alors superficiels. Le couple considère que la date significative où leur relation change se situe le 9 avril 1835, date à laquelle Alexandre Ivanovitch, reconnu coupable dans l'affaire « des personnes ayant chanté des poèmes diffamatoires » et condamné à l'exil par la commission d'enquête, se rend à Perm. Sa mère emmène la jeune fille quand elle se rend à une visite pour saluer le départ de Herzen.

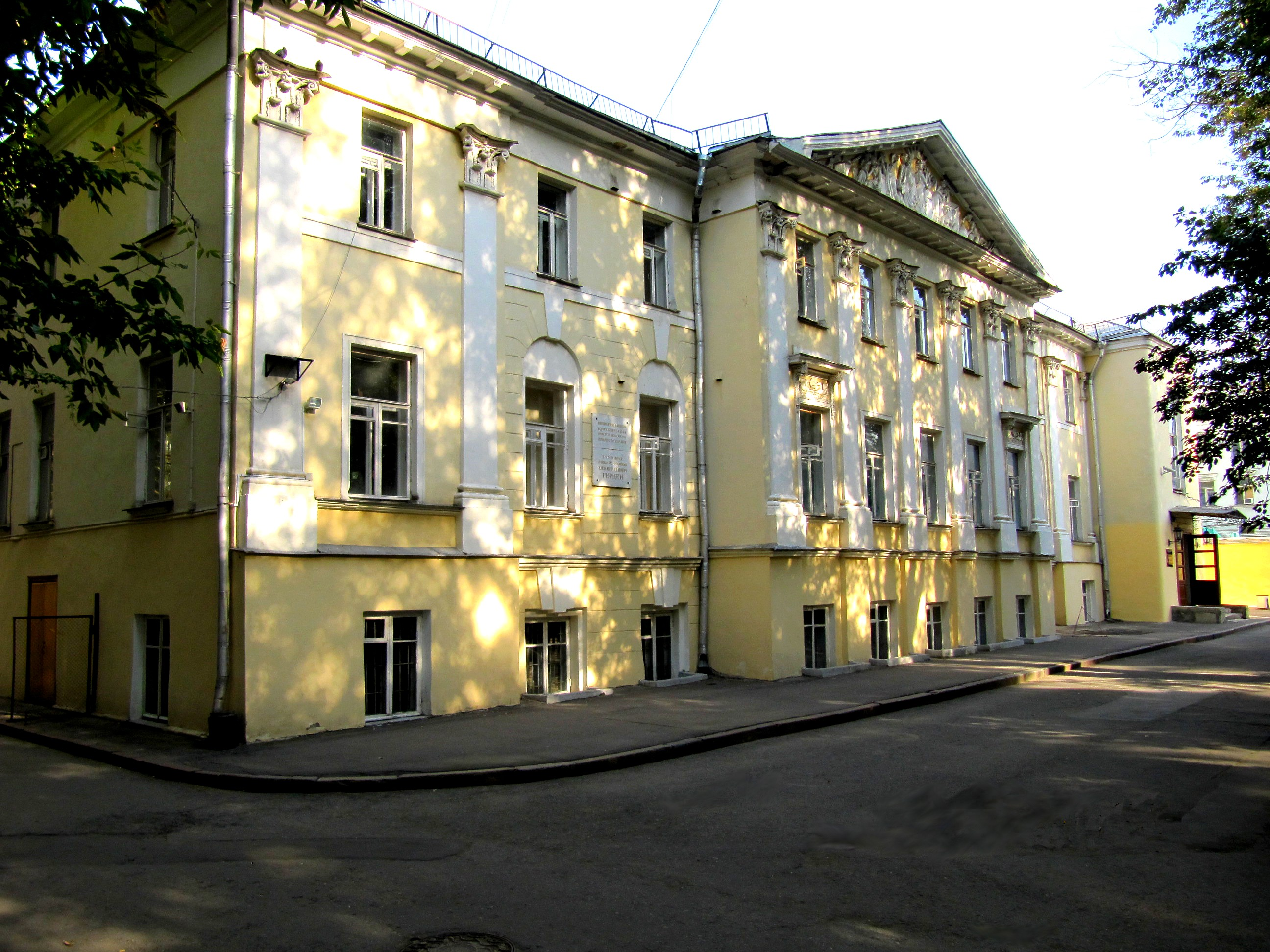
Boulevard Tverskoy, 25 - « Maison Herzen » (aujourd'hui le bâtiment de l'Institut littéraire).

Le résultat de cette courte entrevue est le début d'une longue correspondance entre Herzen et Zakarine : il lui envoie des lettres de Perm, Viatka, Vladimir ; Nathalie répond en parlant de sa vie, tout en admettant que recevoir des courriers personnels, et vivre dans un contexte de surveillance et d'interdictions, est semé d'embûches : « Je ne peux pas tout écrire, car je sais que mes lettres sont parfois lues... L'essentiel est l'absence de défense ; tout le monde a le droit d'offenser ». Pour Zakarine, la situation dans la maison de Khovanskaya s’apparente au même exil dans lequel se trouvait son cousin. Des années plus tard, racontant à l'écrivaine Tatiana Astrakova (ru) ses aspirations de jeunesse, Natalia Alexandrovna admet :
« Ты знаешь мою натуру, знаешь моё детство, юность… С ранних лет мне нужно было знать и любить безмерно, а окружающее меня вгоняло, втесняло меня в самоё себя… Внутренний мир становился всё шире и шире, а стенки делались всё тоньше. Если б не Александр, я погибла б, совсем бы погибла…
(en français : Vous connaissez ma nature, vous connaissez mon enfance, ma jeunesse... Dès mon plus jeune âge, j'ai eu un immense besoin de connaître et d'aimer, et les choses qui m'entouraient m'ont poussé à entrer, à me replier sur moi-même... Le monde intérieur est devenu de plus en plus large, et les murs de plus en plus minces. Sans Alexandre, j'aurais péri, j'aurais complètement péri...) »
En 1837, Natalia Alexandrovna informe Herzen, qui se trouve à Viatka, que Kovanskaïa a décidé de la marier à un certain Snaksariov et lui a même alloué 100 000 roubles et un village de la région de Moscou en dot. Les préparatifs du mariage avaient déjà commencé, mais pour une raison quelconque, le mariage n'a pas lieu. Alexandre Ivanovitch en conclut qu'il lui faut aller tirer Natalia de ce mauvais pas et prend un congé. En avril 1838, Alexandre Ivanovitch arrive à Moscou et rencontre sa cousine. À ce moment il tente une première fois d'emmener sa cousine, mais le plan qu'il a élaboré avec Tatiana Astrakova et son mari, enseignant de mathématiques, échoue ; Herzen, de retour à Vladimir, commença les préparatifs du mariage et planifie des « enlèvements de la mariée » répétés.
Ses tentatives aboutissent trois semaines plus tard, début mai, et sont ensuite décrites dans « Passé et pensées » et dans les mémoires d'Astrakov : Natalia Alexandrovna, profitant de la courte absence de Khovanskaïa et de son compagnon, réussit à quitter la maison et, avec L'ami de Herzen, Nikolai Ketcher (ru), s'est rendu à la taverne Perov ; En cours de route, ils doivent changer changer de chauffeur à plusieurs reprises. Astrakov, qui observe la fuite de Zakharyina dans la rue, s'assure qu'il n'y a pas de poursuite et se précipité chez elle - Alexandre Ivanovitch l'y attend. La rencontre entre Herzen et Zakarine a eu lieu dans une taverne près avant-poste de Rogojskaïa (ru). Après avoir célébré la « libération de la captive » avec du champagne, Alexandre Ivanovitch et Natalia Alexandrovna se rendent à Vladimir, où le mariage est célébré lieu le 9 mai 1838 dans temple de l'icône de Kazan de la Mère de Dieu (ru). Herzen a marqué le début de son mariage dans son journal avec les mots : « Fin de la correspondance ».

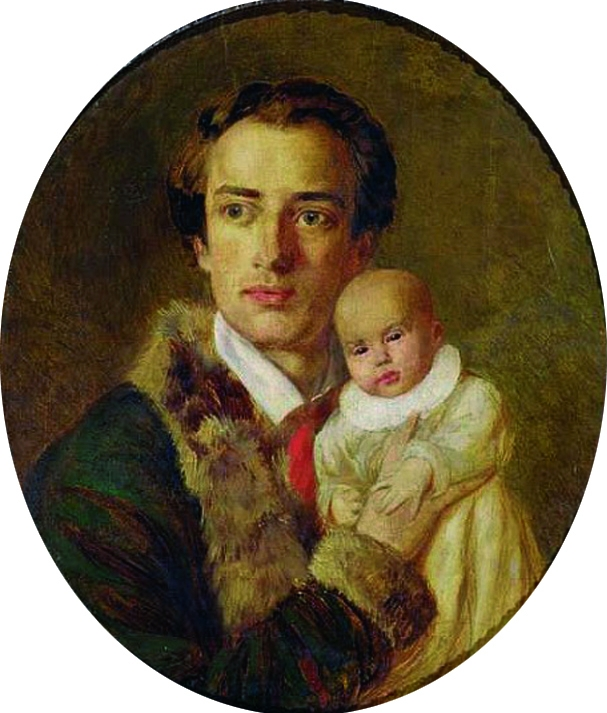
Alexandre Herzen avec son fils Alexandre, en 1840.

À Vladimir, le couple vit seul - Herzen est immergé dans la créativité littéraire, et travaille sur « À propos de moi », Natalya Alexandrovna lit beaucoup. Dans l'une de ses lettres à une amie, elle mentionne qu'ils ont réussi à louer une maison confortable à la périphérie de la ville : « Nous nous asseyons près de la cheminée, nous souvenons de nos amis et profitons du présent ». En juin 1839, nait le premier enfant dans la famille - Alexandre Alexandrovitch. Un mois et demi plus tard, le couple apprend que la surveillance policière d'Herzen a été levée. Ce même été, la famille déménage à Moscou. Par la suite, racontant à Ogarev combien Natalia Alexandrovna comptait pour lui, Herzen écrivit : « Je suis entré dans la vraie vie, le vrai salut par le mariage ».
L'entourage de Herzen traite généralement sa femme chaleureusement. Ainsi, Nikolai Ogarev l'évoque comme « la femme la plus gracieuse qu'il ait connue ». Vissarion Belinsky est très impressionné par le mode de vie libre dans la maison Herzen et le comportement naturel de Natalia Alexandrovna : « Quelle créature féminine et noble, pleine d'amour, de douceur, de tendresse et de grâce tranquille ! » Lorsque les Herzen déménagent dans la capitale, Mikhaïl Bakounine, qui correspond avec eux, déclare qu'Alexandre Ivanovitch et Natalia Alexandrovna sont pour lui « une joie à Saint-Pétersbourg : c'est une personne merveilleuse, intelligente et noble, et elle est une sainte, créature aimante et vraiment féminine. Dans le même temps, Avdotya Panaeva estime que l’épouse d’Herzen se caractérise par une « vanité trop évidente ».

### Europe et relations avec Herwegh
Depuis 1847, les Herzen vivent hors de Russie. La raison officielle du départ pour l'Europe est un traitement médical pour Natalia Alexandrovna - après la mort de sa fille Lisa (1845-1846), âgée de onze mois, Zakarine sombre dans la dépression. Dans le même temps, elle s'inquiète du refroidissement de sa relation entre son mari et certains de ses amis - dans des lettres à Tatiana Astrakova, elle demande : « Écrivez-moi plus en détail sur Ketcher, malgré tout, j'adore cet homme et souhaite que sa foi en notre amitié soit ressuscitée. Ayant été témoin des événements de la révolution de 1848 à Paris, Natalia Alexandrovna déclare à ses amis de Moscou : « Je n'ai pas le courage de décrire les détails... Je suis surprise de voir à quel point nous sommes vivants, mais nous ne sommes vivants que physiquement ».

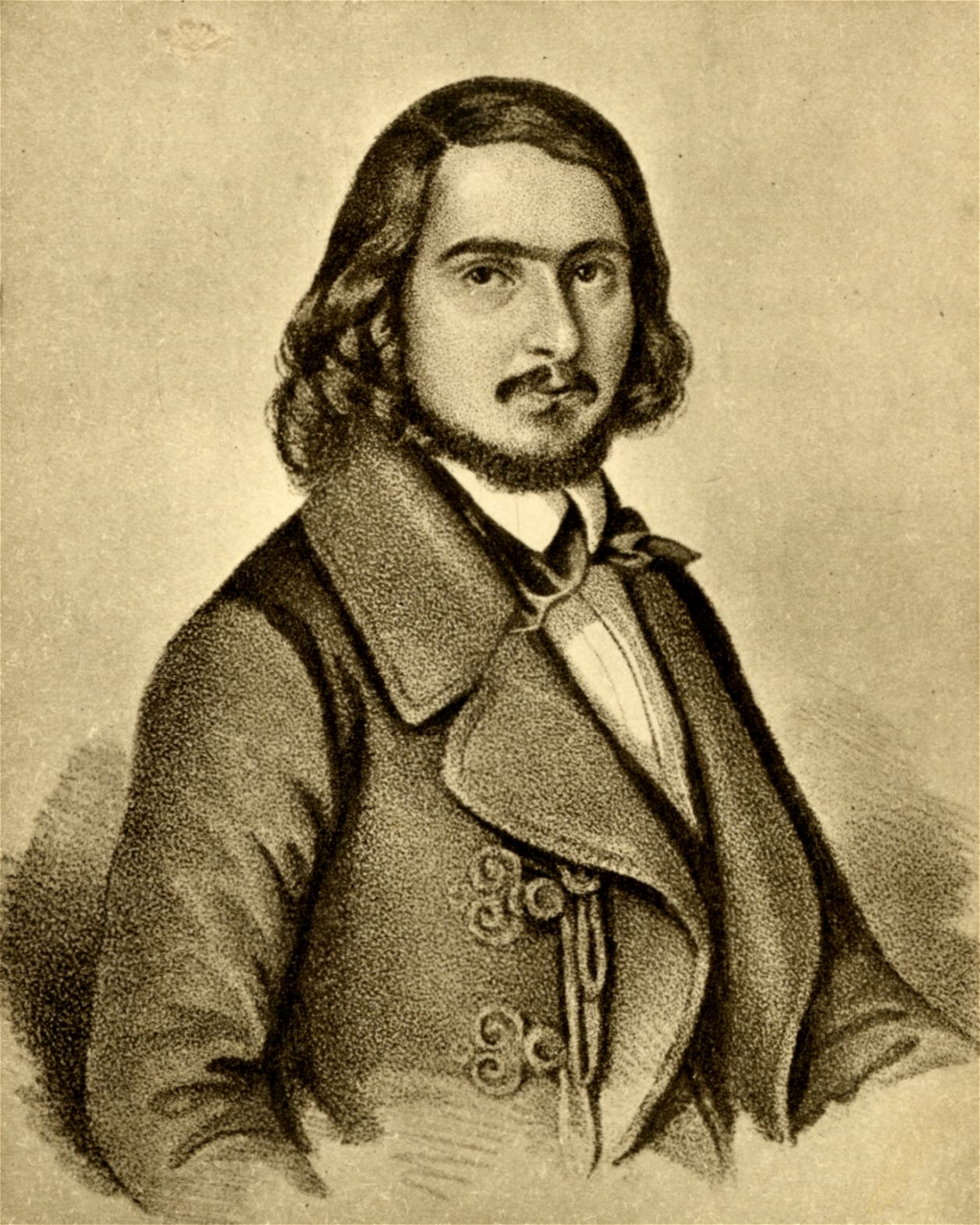
Georg Herweg.

Au cours de cette période, de nouveaux amis font irruption dans la vie des Herzen - le poète allemand Georg Herwegh et son épouse Emma. Herwegh et Alexandre Ivanovitch ressentent une forte parenté spirituelle, leurs intérêts, leurs goûts et leurs passions se révèlent très similaires, et à partir d'un certain moment, Zakarine les dépeint comme des « jumeaux ». Pour Irina Paperno, il y a une référence évidente au conte de George Sand « La Petite Fadette ».
Le désir de vivre sur ce qu'ils appellent une « île d’harmonie » conduit les Herzen et les Herwegh à l’idée de créer une « commune utopique », dont les membres seraient capables de surmonter le « sentiment de propriété » et « l’égoïsme résiduel ». Lorsqu'Alexandre Ivanovitch et Natalia Alexandrovna s'installent à Genève, Herwegh s'y installe également après eux, devenant l'enseignant des enfants Herzen. Herzen commence à subodorer en 1849 que Natalia et Georg ne sont pas seulement liés par l'amitié mais entretiennent une liaison. Natalia Alexandrovna, expliquant les raisons de sa passion pour le poète, dit à son mari : « C'est un grand enfant et tu es un adulte... Il mourrait d'une parole froide, il faut l'épargner ».
À partir de l'été 1850, les Herweg et les Herzen vivent dans la même maison à Nice. En novembre, Natalia Alexandrovna accouche d'une petite fille prénommée Olga (comme l'a précisé Irina Paperno, les biographes d'Herzen ont préféré croire qu'il s'agissait de l'enfant d'Herzen). Bientôt, réalisant que vivre ensemble s'avère impossible, Alexandre Ivanovitch invite Georg et sa femme à quitter la maison. Les Herweg partent pour Gênes, mais des événements dramatiques s'ensuivent : Georg rend publics les détails de leur vie dans la commune, puis échange des lettres insultantes avec Herzen. Dans l'une de ces lettres, Herwegh écrit notamment : « … Dans un accès d'amour, elle a conçu un enfant de moi à Genève, et je ne croirai jamais que même alors vous ne soupçonniez pas, comme tout le monde, que vous n'avez pas été aussi trompés qu'on veut l'imaginer. ». L'affaire faillit aboutir à un duel, qu'Herzen évite, estimant que le verdict envers Herwegh, qui « avait violé le code moral de « l'homme nouveau », devait être prononcé par un « tribunal d'honneur ». Essayant de mettre fin à cette querelle, Natalia Alexandrovna envoie à ses amis une lettre adressée au poète - dans laquelle elle admet que sa passion pour Georg est très forte, mais qu'elle a fait son choix définitif : « Je reste dans ma famille, ma famille c'est Alexandre et mes enfants... Il n'y a pas de place entre moi et vous ».

### Fin de vie

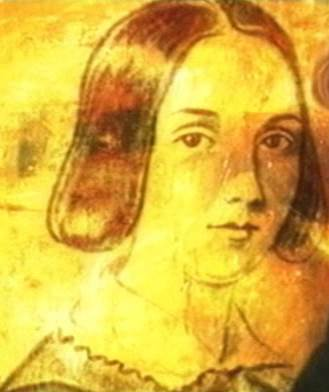
Natalia Zakarine en 1842.

En novembre 1851, une tragédie survient dans la famille Herzen : lors du naufrage d'un navire se dirigeant de Marseille à Nice, leur fils Nikolaï, huit ans, sourd-muet de naissance, et la mère d'Alexandre Ivanovitch ainsi que l'instituteur du garçon moururent. À partir de ce moment, la santé de Zakarine se détériore rapidement. Le 30 avril, elle commence un travail prématuré : un garçon nommé Vladimir nait, qui meurt le 2 mai ; Natalya Alexandrovna, 34 ans, meurt également. Des années plus tard, Herzen, se souvenant de sa femme, écrit à son fils Alexandre :
« Вот я доживаю пятый десяток, но, веришь ли ты, что такой великой женщины я не видал. У неё ум и сердце, изящество форм и душевное благородство были неразрывны. А эта беспредельная любовь к вам… Да, это был высший идеал женщины! (en français : Je suis aujourd'hui dans ma cinquième décennie, mais croyez-vous que je n'ai jamais vu une femme aussi grande. Son esprit et son cœur, la grâce de ses formes et la noblesse de son âme étaient inséparables. Et cet amour sans limite pour vous... Oui, c'était l'idéal le plus élevé d'une femme !) »

## Descendance

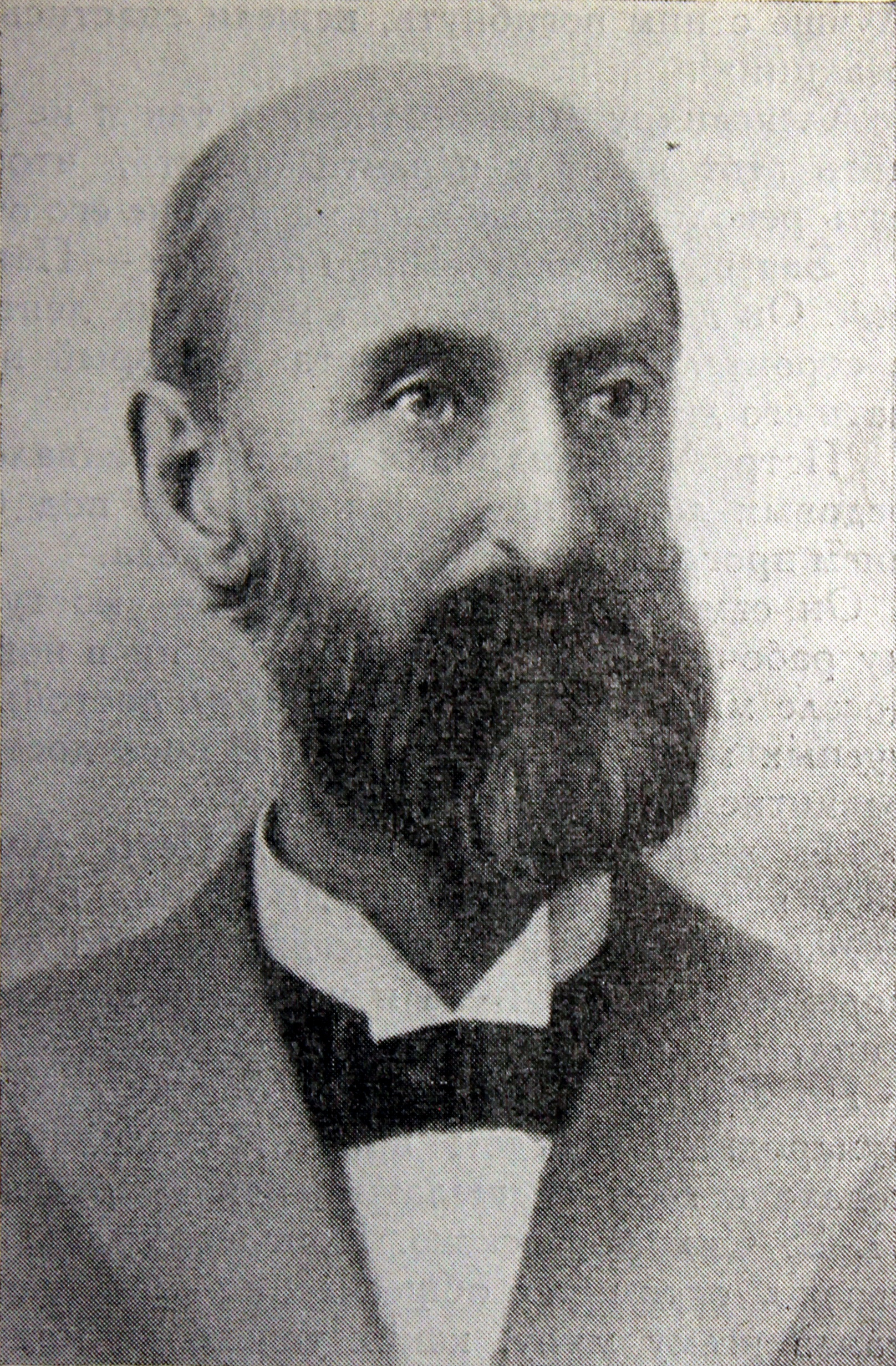
Le fils aîné de Natalia, Alexandre Alexandrovitch.

Natalia Alexandrovna Sakarine a eu huit enfants, mais peu ont survécu à l'âge adulte. Vladimir, un garçon né en 1852, ne vit que quelques jours. Alexandre Alexandrovitch Herzen son premier enfant né en 1839, étudie plus tard la physiologie et devient professeur à l'Université de Lausanne. il élève sept fils et trois filles avec sa femme italienne Teresina. En février 1841, Natalia Sakarine donne naissance à un garçon prénommé Ivan, qui meurt peu après. En décembre 1841 nait sa fille Natalia, qui meurt deux jours plus tard. Un autre petit garçon nommé Ivan, né le 30 novembre 1842 meurt moins d'une semaine après, le 5 décembre 1842. Nikolaï, nait en novembre 1843, et selon Natacha Uzer-Herzen, une descendante des Herzen, Nikolaï est « un enfant sourd, mais en même temps très intelligent et doué ». Nikolaï meurt dans un naufrage avec sa grand-mère paternelle.
L'autre fille des Herzen, Natalia (1844-1936), que ses proches appellent Tata, ne fonde pas de propre famille, mais se consacre à l'étude de l'héritage intellectuel et créatif d'Alexandre Ivanovitch Herzen et parvient à préserver de nombreux documents et objets de famille. Née en décembre 1845, Elizaveta (Lika) ne vit que onze mois. La plus jeune des filles de Natalia, Olga Herzen, née en novembre 1850, grandit en bonne santé. Elle épouse plus tard l'historien français Gabriel Monod, et bénéficie d'une longue vie : elle meurt en 1953 à l'âge de 103 ans.

## L'héroïne dePassé et Pensées

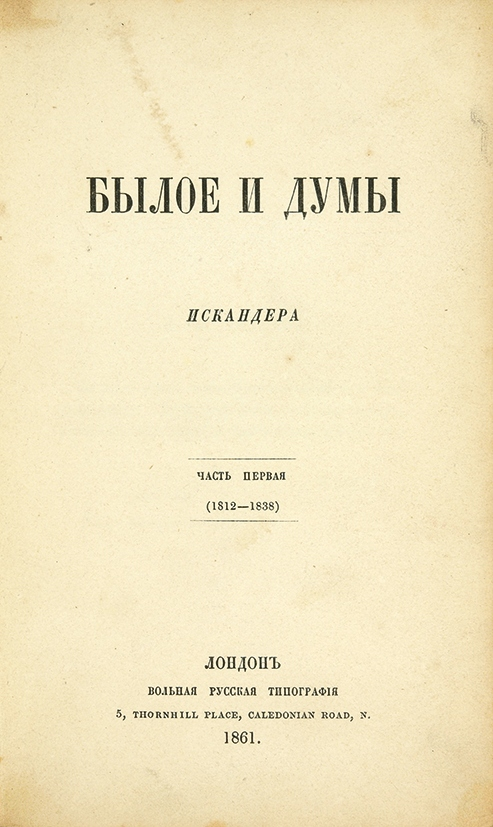
Couverture du premier volume de la première édition de « Passé et Pensées ».

Une dédicace à Ogarev se trouve sur la page de titre de Passé et Pensées : « Ce livre parle surtout de deux personnalités. Il ne reste plus personne, tu es le seul qui reste. »
Le nom de Natalia Zakarine n’apparaIt pas dans le texte immédiatement. Au bout d'une centaine de pages, le style change brusquement, le discours vif et rapide cède la place aux intonations lyriques : « Pour la première fois dans mon récit, une image féminine apparaît... et, en fait, une image féminine apparaît dans toute ma vie. »
Les souvenirs des premières rencontres avec Natalia sont reproduits rigoureusement avec l'indication précise du lieu et de l'heure des rencontres. Le narrateur ne dresse le portrait de l'héroïne (« grands yeux, bordés d'une bande sombre… fatigue langoureuse et tristesse éternelle ») que dans la troisième partie ; Il est particulièrement marqué par la courte rencontre qui précède le premier « enlèvement » raté de la mariée : « Elle est arrivée toute en blanc, d'une beauté éblouissante ; trois ans de séparation et la lutte endurée avaient parachevés les traits et l'expression ».
Dans la seconde moitié de la 5e partie de Passé et pensées, le narrateur décrit son drame familial. Ivan Tourgueniev, qui a lu ces pages sous forme de brouillon, a noté que « c'est ainsi qu'il savait écrire - l'un des plus grands écrivains russes. ». Ici, selon la critique littéraire Lydia Ginzburg (ru) apparaissent des détails éloquents qui deviennent « porteurs du sens de la vie ». Ainsi, dans le chapitre « Oceano nox », reproduisant l'histoire de la mort de la mère d'Herzen et de son fils sourd-muet Kolya dans la mer Méditerranée, l'auteur rapporte qu'il ne restait de l'enfant qu'un gant d'enfant : « Elle [Natalya Alexandrovna] sortit son petit gant, qui restait dans la poche de la servante, et le silence tomba, ce silence dans lequel la vie s'écoule, comme dans un barrage surélevé ».

## Matrimoine épistolaire
Au XIXe siècle, les lettres sont souvent perçues non seulement comme un moyen d'échange d'informations, mais aussi comme un genre épistolaire en soi et un « fait littéraire ». Avant son mariage, Alexandre Herzen attire l'attention sur le talent et la capacité littéraire de Natalia Alexandrovna à créer dans ses lettres des images simples et précises : « Vous n'avez peut-être aucune idée de l'énormité de votre talent pour l'écriture ». En analysant l’héritage épistolaire de Zakarine, Irina Savkina, critique littéraire, remarque que le style et l’ambiance de ses textes changent au fil des années. Les premières lettres sont envoyées à Herzen par une jeune fille de dix-sept ans depuis la maison de la princesse Kovanskaïa - le motif de « l'étroitesse, du vide et du froid » y prédomine. Natalia n'avait pas assez d'espace personnel : « C'est terrible comme c'est gênant d'écrire à genoux, et il est temps de descendre ». Durant cette période, sa correspondance, qui constitue une opportunité de s'exprimer et de se confier, est pour elle « une chambre à soi».
L'étape de sa vie à Vladimir est décrite par Zakarine comme une période d'harmonie. Racontant à une de ses amies sa vie tranquille et isolée avec son mari à la périphérie de la ville, elle déclare « mon âme est si bonne, si légère ». Durant cette période, une grande partie de ses lettres sont consacrées aux détails quotidiens et aux questions économiques ; l'apparition du fils de Sasha a également apporté de nouvelles notes aux paroles. La jeune épouse n'a tout simplement pas eu le temps de s'immerger et d'analyser son état intérieur. Après avoir déménagé à Moscou et à Saint-Pétersbourg, l'intonation des lettres adressées à des amis (principalement Tatiana Astrakova)  change radicalement : Zakarine y rend compte de la mort de ses nouveau-nés, des diagnostics des médecins, de leurs pronostics, et les motifs d'anxiété et de perte dominent dans les textes.
Une ambiance complètement différente imprègne les lettres de Natalya Alexandrovna en provenance d'Europe, le changement de situation a remplacé les pensées amères et la réalisation apparait qu'une nouvelle vie avec de nouvelles valeurs commence. Elle s'est sentie renaître, et se transforme d'une fille romantique et constamment en train de douter, en une femme libre et confiante. À la commune, sur « l'île de l'harmonie », elle se délectE de la plénitude de sa vie : « Nous nous entendions tous si bien, chantions ensemble - je ne peux pas imaginer une existence plus harmonieuse ». Les lettres adressées à Herwegh se distinguent par « une passion irrésistible, à laquelle elle a probablement résisté au début, mais s'est ensuite laissée aller à ses désirs ». L’ensemble de l’héritage épistolaire de Zakharine est, selon les mots d’Irina Savkina, un chemin complexe de « recherche de sa propre identité ».
Les lettres de Natalia Alexandrovna sont incluses dans Passé et pensées d'Alexandre Herzen. Elles ont également été publiés dans la revue Pensée russe (ru) en 1889, dans la publication Antiquité russe en 1893, dans le livre P.V. Annenkov et ses amis  en 1892, les mémoires de Tatiana Passek (ru) « Из дальних лет» » en 1905, le volume 7 des œuvres complètes de Herzen en 1905, et le livre d'Edward Carr The Romantic Exiles (1933).